# Pokutînți, Vinkivți
Pokutînți (în ucraineană Покутинці) este localitatea de reședință a comunei Pokutînți din raionul Vinkivți, regiunea Hmelnîțkîi, Ucraina.

## Demografie
Componența lingvistică a localității Pokutînți
     Ucraineană (98,88%)
     Alte limbi (0,87%)
Conform recensământului din 2001, majoritatea populației localității Pokutînți era vorbitoare de ucraineană (98,88%), existând în minoritate și vorbitori de alte limbi.